# 勒宗维尔-维永维尔
勒宗维尔-维永维尔（法語：Rezonville-Vionville，法語發音：[ʁəzɔ̃vil vjɔ̃vil]）是法国默尔特-摩泽尔省的一个市镇，属于梅斯区。该市镇于2019年由原市镇勒宗维尔和维永维尔合并而成，行政中心位于勒宗维尔。

## 地理
勒宗维尔-维永维尔（49°5'54"N, 5°59'28"E）面积23.10 平方千米，位于法国大東部大區摩泽尔省，该省份为法国东北部内陆省份，是洛林的一部分，西南接默尔特-摩泽尔省，东临下莱茵省，北与卢森堡和德国接壤。
与勒宗维尔-维永维尔接壤的市镇（或旧市镇、城区）包括：圣马塞尔、布吕维尔、马斯拉图尔、特龙维尔、尚布莱-比西耶尔、戈尔兹、摩泽尔河畔阿尔斯、格拉沃洛特。
勒宗维尔-维永维尔的时区为UTC+01:00、UTC+02:00（夏令时）。

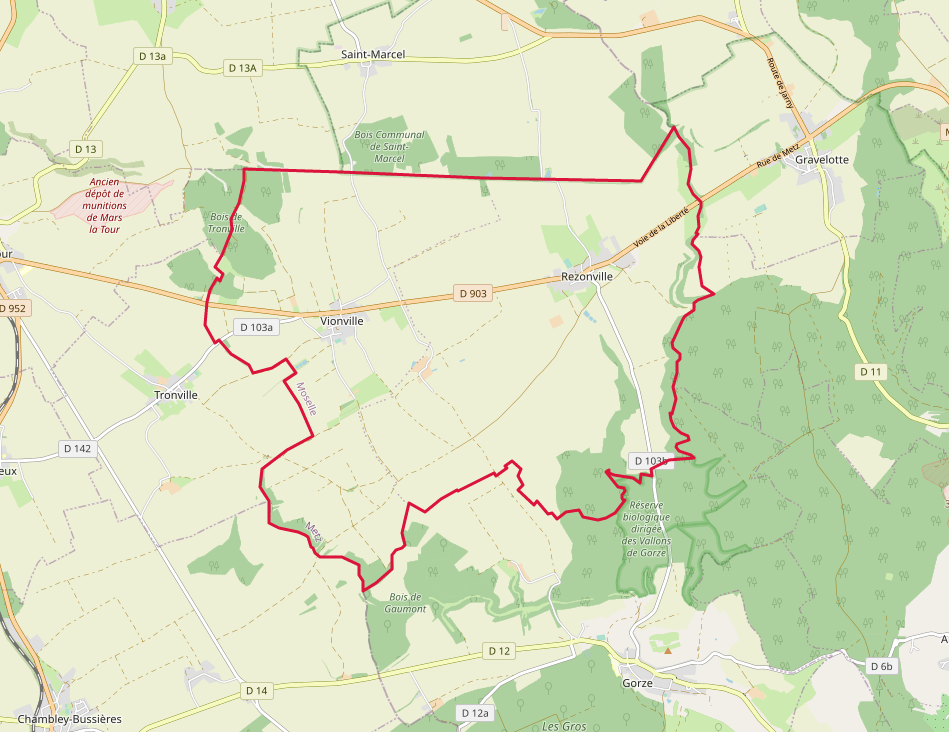
勒宗维尔-维永维尔的OSM定位图

## 行政
勒宗维尔-维永维尔的邮政编码为57130，INSEE市镇编码为57578。

## 政治
勒宗维尔-维永维尔所属的省级选区为摩泽尔山坡县。

## 人口
勒宗维尔-维永维尔于2022年1月1日时的人口数量为506人。